# Leurotrigona pusilla
Leurotrigona pusilla là một loài Hymenoptera trong họ Apidae. Loài này được Moure & Camargo mô tả khoa học năm 1987.